# Два погляди на одне й те саме
Два погляди на одне й те саме (біл. Два погляды на адно і тое ж) – білоруський радянський мультфільм 1972 року, знятий Володимиром Голиковим та його асистентом Мартою Лубяніковою створений на замовлення ДАІ МВС СРСР. Перший в історії білоруської анімації.

## Сюжет
Агітаційний мультфільм про несумлінного водія, що порушує правила дорожнього руху ще до придбання автомобіля. 